# Aarne Lindholm
Karl Aarne Lindholm (Laihia, 12 febbraio 1889 – Vaasa, 19 luglio 1972) è stato un atleta finlandese.
Ha partecipato ai Giochi di Stoccolma 1912, gareggiando in vari eventi di atletica leggera.